# ネブラスカ時間
ネブラスカ時間（ネブラスカじかん）ではネブラスカ州で使用されている時間帯について記す。ネブラスカ州では2つのタイムゾーンが使用されている。いずれの地域でも夏時間が実施されている。州の西部では山岳部時間（UTC-7、夏時間:UTC-6）が使用されている。具体的な地域を以下に示す。
- 回廊地帯のすべての郡
- ダンディ郡
- チェイス郡
- パーキンズ郡
- キース郡
- アーサー郡
- グラント郡
- フッカー郡
- チェリー郡の西側約3分の2[1]

州の東部にあたる残りの地域では中部時間（UTC-6、夏時間:UTC-5）が使用されている。

## tz database
IANAのtz databaseには、ネブラスカ州の標準時は下記のように含まれている。
| 国名コード | 座標            | タイムゾーン    | コメント                     | 標準時 | 夏時間 | 備考 |
| ---------- | --------------- | --------------- | ---------------------------- | ------ | ------ | ---- |
| US         | +415100−0873900 | America/Chicago | 中部時間（ほとんどの地域）   | −06:00 | −05:00 |      |
| US         | +394421−1045903 | America/Denver  | 山岳部時間（ほとんどの地域） | −07:00 | −06:00 |      |